# Manifestations géorgiennes de 2007
Les manifestations géorgiennes de 2007 font référence à une série de manifestations antigouvernementales qui ont eu lieu dans toute la Géorgie. 
Les manifestations culminent le 2 novembre 2007, lorsque 50 000 à 100 000 manifestants rallient le centre-ville de Tbilissi, la capitale de la Géorgie. Les gens protestent contre le gouvernement prétendument corrompu du président Mikheil Saakachvili. Les manifestations sont déclenchées par la détention du politicien géorgien Irakli Okrouachvili pour extorsion, blanchiment d'argent et abus de pouvoir pendant son mandat de ministre de la Défense du pays. Elles sont organisées par le Conseil national, une coalition ad hoc de dix partis d'opposition, et financés par le magnat des médias Badri Patarkatsichvili. Les manifestations ont lieu entre septembre et novembre 2007 et sont initialement en grande partie pacifiques. Les manifestations se détériorent le 6 novembre 2007, mais deviennent violentes le lendemain lorsque la police, utilisant des tactiques sévères, notamment des gaz lacrymogènes et des canons à eau, débloque l'avenue Roustavéli, le boulevard principal de Tbilissi, déloge les manifestants du secteur adjacent à la Chambre du Parlement, et empêche les manifestants de reprendre les manifestations. Le gouvernement accuse les services secrets russes d'être impliqués dans une tentative de coup d'État et déclare un état d'urgence à l'échelle nationale plus tard dans la journée, qui duré jusqu'à la fin du 16 novembre 2007.
Le 8 novembre 2007, le président Saakachvili annonce une solution de compromis pour organiser une élection présidentielle anticipée le 5 janvier 2008. Il propose également de tenir un référendum parallèlement aux élections présidentielles anticipées sur le moment de tenir les élections parlementaires, au printemps, comme le préconise l'opposition, ou fin 2008.
Il est dit que c'est la pire crise politique en Géorgie depuis la Révolution des roses en 2003.

## Contexte

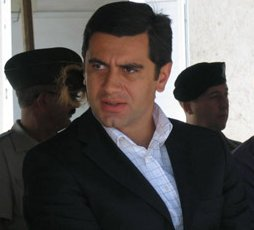
photographie Irakli Okruashvili

La Géorgie subit en 2003 un changement de direction qui voit l'arrivée au pouvoir de Mikheil Saakachvili en 2004. Saakachvili, avocat formé aux États-Unis et ardent défenseur d'une intégration plus étroite avec l'OTAN et l'Union européenne, institue des réformes qui voient le PIB du pays tripler et la corruption baisser depuis sa prise de fonction. En 2006, la Banque mondiale désigne la Géorgie comme le premier réformateur du monde. Malgré les progrès, une part importante de la population géorgienne vit toujours en dessous du seuil de pauvreté et la Géorgie est l'un des pays les plus pauvres de la CEI. La croissance des revenus est compensée par la hausse de l'inflation. Les réformes économiques radicales et la répression du marché noir laissent des milliers de chômeurs; et depuis les réformes, de nombreux Géorgiens doivent payer intégralement leurs impôts et leurs factures de services publics. Bien que le gouvernement Saakachvili ait déclaré la guerre à la corruption, ses détracteurs allèguent la corruption dans la propre équipe de Saakachvili, y compris son oncle, l'entrepreneur Temur Alasania, et plusieurs ministres. Les opposants affirment que les autorités utilisent l'application sélective de la loi pour écarter les opposants politiques et accusent Saakachvili de régime autoritaire. Le gouvernement est également critiqué en raison de l'utilisation brutale de la police contre l'émeute dans les prisons de 2006, ainsi qu'en raison de l'affaire de meurtre très médiatisée sous-enquêtée impliquant des policiers.
Saakachvili hérite également des problèmes des républiques séparatistes non reconnues soutenues par la Russie d'Abkhazie et d'Ossétie du Sud, qui ont fait sécession de la Géorgie au début des années 1990. Au moment des manifestations, elles sont de facto indépendantes mais font de jure partie de la Géorgie.
Saaskachvili réaffecte le portefeuille de la Défense d'Okruashvili au ministre de l'Économie en novembre 2006. La réaffectation serait due à la position agressive d'Okruashvili sur les conflits sécessionnistes. Okruashvili démission par la suite de son poste.
Le 25 septembre 2007, il annonce la formation du nouveau Mouvement d’opposition pour la Géorgie unie et lance des critiques sur le président Saakachvili, l’accusant de corruption, d’incompétence et de violations des droits de l’homme. Il soulève également de nouvelles préoccupations concernant la mort de Zourab Jvania, contestant le point de vue de l'enquête officielle et accuse personnellement le président géorgien d'avoir planifié le meurtre de l'homme d'affaires Badri Patarkatsichvili,.

## Déroulement

### Protestations du 28 septembre 2007
Les manifestations commencent le 28 septembre 2007. Aucun problème majeur n'est signalé lors du rassemblement, à l'exception de quelques échauffourées mineures entre les manifestants et la police lorsque les manifestants se sont répandus sur l'avenue Roustavéli, bloquant l'artère principale de Tbilissi devant le parlement. Les manifestants réclament des élections anticipées, plus de responsabilité et d'honnêteté en politique. La manifestation, qui a lieu juste un jour après l'arrestation d'Okrouachvili, attire environ 10 à 15 000 manifestants, ce qui en fait à l'époque la plus grande manifestation depuis la Révolution des roses. Certains notent l'habileté particulière et la rapidité inhabituelle de l'organisation de ces manifestations.
Le rassemblement est organisé par une alliance de grands partis d'opposition à l'exception de la Nouvelle Droite qui se distance de la manifestation en déclarant que "ce n'est pas le chemin d'un temple à l'autre, c'est le remplacement d'un chef par un autre".

#### Commentaires d'Okruashvili
L'ancien ministre géorgien de la Défense, critique de longue date de la politique de Moscou à l'égard de la Géorgie, Irakly Okruashvili, critiqué son ancien président Mikheil Saakachvili. Okruashvili avait été limogé par le président, en novembre 2006, de son poste de ministre de la Défense, prétendument sous la pression de l'Occident en septembre 2006.
Lors de la présentation de son parti Pour la Géorgie unie (en), il accuse Saakachvili de corruption, faisant pression pour les intérêts de sa propre famille, faible face aux séparatistes en Abkhazie et en Ossétie du Sud, et victime d'un manque de morale. Okruashvili affirme également que le gouvernement géorgien a intentionnellement occulté les vraies raisons de la mort de l'ancien Premier ministre Zourab Jvania. Zhvania était décédé alors qu'il était Premier ministre en février 2005. Okruashvili déclare que le cadavre de Zhvania avait été emmené à l'appartement où il avait été retrouvé mort,.
Okruashvili revient sur ses déclarations et admet les accusations portées contre lui le 8 octobre 2007 à la télévision, mais il déclare plus tard qu'il a fait ces déclarations en raison de "pressions psychologiques",,.
Okruashvili quitte la Géorgie vers le 1er novembre 2007. Il déclare par la suite avoir été contraint à l'exil; le gouvernement déclare qu'il est parti chercher un traitement médical. Okruashvili est décrit comme "un candidat probable pour remplacer Saakachvili, si et quand l'opinion publique géorgienne se retournera contre le président".

#### Réponse du gouvernement

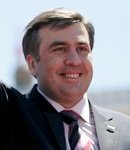
Mikheil Saakachvili, président de la Géorgie.

Le retour politique d'Okruashvili et son arrestation coïncident avec la visite de Saakachvili à New York où il s'adresse à l'Assemblée générale des Nations unies et critique vivement l'implication de la Russie dans les territoires séparatistes de Géorgie. Pendant ce temps, Guiorgui Bokeria, un membre influent du Parlement géorgien du parti au pouvoir, le Mouvement national uni, prononce des accusations selon lesquelles Okruashvili voulait "créer une sorte d'immunité et un statut intouchable". Le 29 septembre, le Président Saakachvili se rend en Haute-Abkhazie où il assiste à l'ouverture d'une nouvelle route reliant les zones contrôlées par la Géorgie en Abkhazie séparatiste à la Géorgie proprement dite. Il fait alors ses premières remarques sur les accusations d'Okruashvili:

« Je veux vous dire que personnellement, pour moi, ce qu'Okruashvili a fait est très difficile. Je suis habitué à toutes les accusations portées contre moi et contre mes proches. Mais cette personne [Okruashvili], contrairement à ces personnes, qui ont juste cru ou fait des allégations, sait précisément que c'est un mensonge. »

### Protestations du 2 novembre 2007

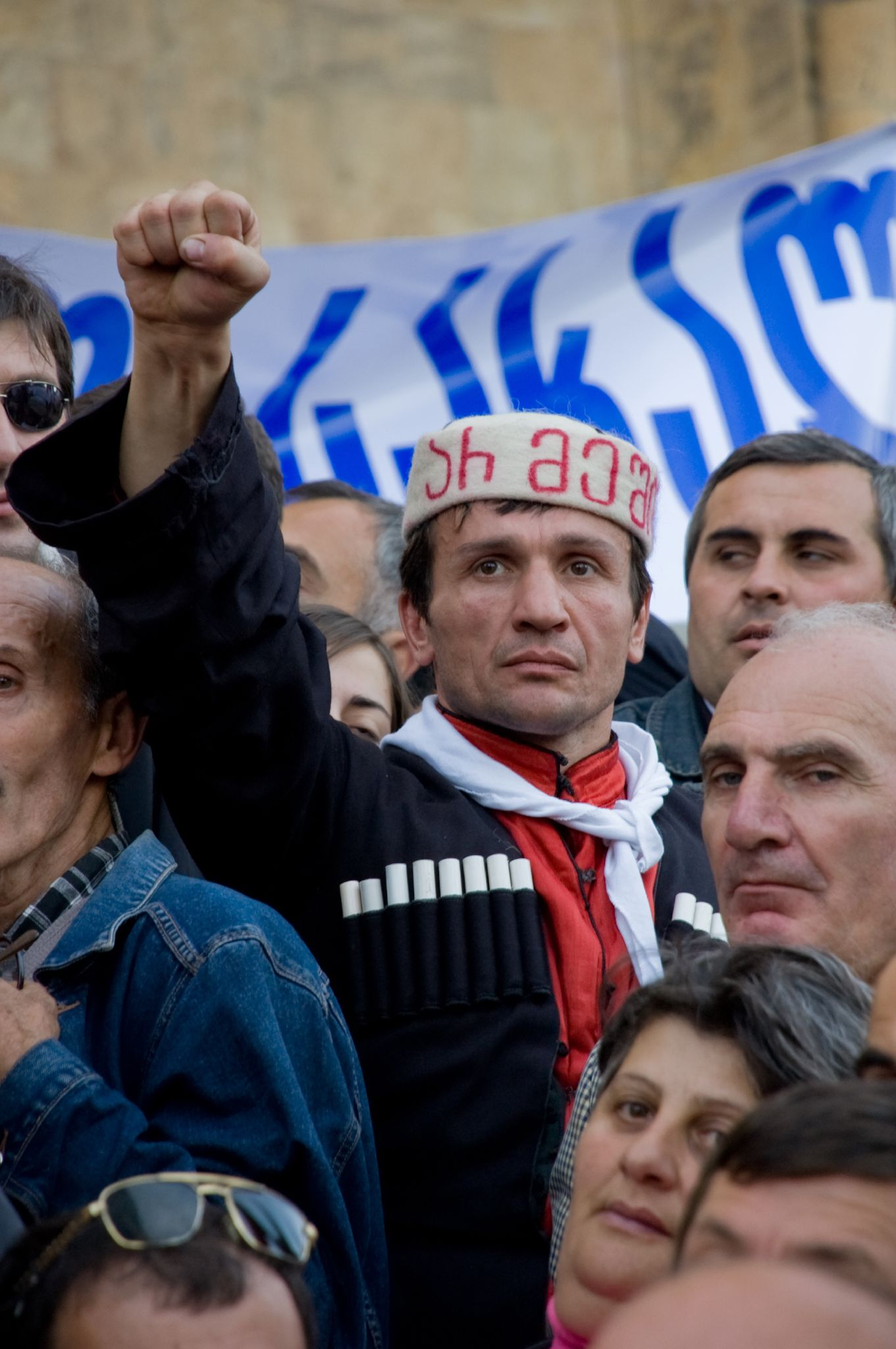
Manifestations de l'opposition à Tbilissi le 2 novembre 2007. L'inscription dit "Je n'ai pas peur" (en géorgien).

Le 2 novembre 2007, des dizaines de milliers de Géorgiens manifestent devant le parlement de la capitale, Tbilissi, exhortant le président Mikhail Saakachvili à démissionner. La foule appelle également à des élections législatives anticipées. Ils accusent Saakachvili de diriger un gouvernement corrompu et autoritaire et veulent qu'il soit évincé démocratiquement.
Les manifestations se poursuivent dans les jours suivants; une déclaration télévisée d'Okruashvili est considérée comme un soutien à l'opposition.
Vingt-trois agents des forces de l'ordre sont blessés et 21 personnes sont arrêtées lors des émeutes.
Des images télévisées montrent des manifestants lançant des pierres sur des policiers antiémeute. Ils sont dispersés une seconde fois par la police.
Deux chaînes de télévision indépendantes pro-opposition cessent leurs émissions après que Badri Patarkatsichvili ait déclaré que "personne ne devrait douter que tous mes efforts, mes ressources financières, y compris le dernier tetri, seront utilisés pour libérer la Géorgie du régime fasciste": Imedi TV (propriété du magnat des médias Badri Patarkatsichvili qui parraine le Conseil national récemment mis en place par les dix partis d'opposition et s'engage à financer les rassemblements jusqu'à la destitution du gouvernement) et Kavkasia, situé dans le même bâtiment qu'Imedi TV. Des policiers portant des masques et des fusils d'assaut sont vus en train de boucler le bureau Imedi. Peu de temps après, Mikheil Saakachvili déclare l'état d'urgence dans toute la Géorgie pour une durée de 15 jours. En conséquence, les programmes d'information de toutes les chaînes de télévision privées sont fermés pendant 15 jours. Le radiodiffuseur public géorgien financé par l'État (GPB) reste la seule station autorisée à fournir une couverture de l'actualité.
Le 8 novembre, un "petit groupe d'étudiants" se réunit à l'Université d'État de Batoumi pour se rassembler contre la violence policière qui s'est produite la veille. Selon des témoins oculaires interrogés par Human Rights Watch, "la police a attaqué le groupe sans avertissement, poursuivant et battant les manifestants qui tentaient de fuir". Holly Cartner, directrice exécutive de la division Europe et Asie centrale de Human Rights Watch, condamne ce qu'elle décrit comme des "attaques policières contre des manifestants pacifiques".
L'opposition géorgienne annonce la suspension des manifestations antigouvernementales à Tbilissi. La plupart des partis d'opposition saluent la décision du président Saakachvili comme la première étape pour mettre fin à l'impasse politique et acceptent les négociations avec Nino Bourdjanadze, le président du Parlement.
Le 9 novembre 2007, la police anti-émeute et les troupes sont retirées des principaux sites des troubles du 7 novembre. Le même jour, Élie II, patriarche de l'Église orthodoxe géorgienne, rencontre séparément Nino Burjanadze et les dirigeants de l'opposition et déclare qu'il est prêt à servir de médiateur entre l'opposition et les autorités.

#### Réponse du gouvernement

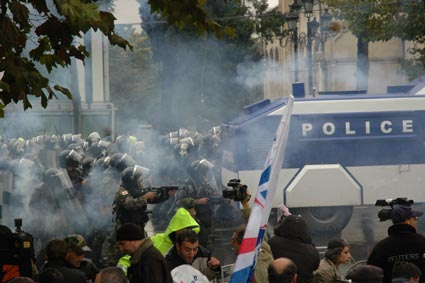
Les manifestants affrontant la police anti-émeute le 7 novembre 2007.

Saakacvili commente les affrontements en déclarant: "Nous avons entendu ces derniers mois que des troubles étaient attendus en Géorgie à l'automne. Nous avons reçu ces informations de nos services de renseignement" et que "un gouvernement alternatif a déjà été mis en place à Moscou".
Le Premier ministre Zourab Noghaïdeli déclare qu'une tentative de coup d'État avait eu lieu.
Le 7 novembre, le ministère de l'Intérieur géorgien publie des enregistrements audio et vidéo censés montrer certains dirigeants de l'opposition, Levan Berdzenishvili (en) du Parti républicain, Giorgi Khaindrava du groupe d'opposition Equality Institute, Konstantine Gamsakhurdia (en), le chef du Mouvement pour la liberté (en) et Chalva Natelachvili, la chef du Parti travailliste, coopérant avec le service de contre-espionnage russe lors d'une réunion avec trois diplomates russes.
Guiorgui Ougoulava, le maire de Tbilissi, défend l'action de la police en déclarant: "J'écoutais l'un des chefs de l'opposition qui disait fièrement qu'ils prévoyaient de planter des tentes et d'installer une ville de tentes à Tbilissi". "Ce que nous avons fait, c'est arrêter cela parce que c'est la volonté du peuple de ne pas avoir de ville de tentes à Tbilissi".

#### Critique des actions gouvernementales

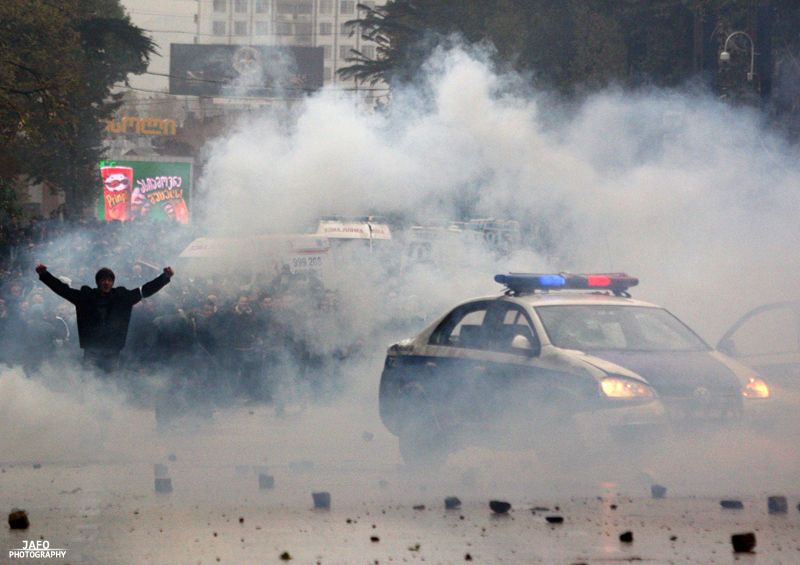
Affrontements à Tbilissi le 7 novembre 2007.

Les chefs de l'opposition, les ONG et le défenseur public de la Géorgie critiquent sévèrement les actions du gouvernement. La police est accusée de démesure et il est allégué que des groupes de civils organisés étaient également engagés dans la répression des manifestants. Des arrestations illégales, des passages à tabac et des intimidations sont signalés. Des préoccupations sont exprimées au sujet de la pratique répandue d'écouter les conversations téléphoniques privées. Le gouvernement est accusé de contrôle des médias. En décembre 2008, Sozar Subari (en), défenseur public (médiateur) de Géorgie, affirme avoir la preuve que le ministre géorgien de l'Intérieur de l'époque, Vano Merabichvili, avait ordonné à la police de battre les manifestants, "principalement dans les reins et l'estomac". Dans sa déposition devant le Parlement géorgien, Subari affirme qu'il possède des preuves selon lesquelles le ministre de la Défense David Kézérachvili, le ministre de la Justice Zourab Adeïchvili et Davit Akhalaia (qui n'avait alors aucun bureau officiel) avaient eu une réunion secrète au bureau du ministère de l'Intérieur le 4 novembre 2007 où ils avaient décidé de la marche à suivre pour gérer les manifestations:
"Le ministre de l'Intérieur a ordonné que les manifestants soient frappés principalement aux reins et à l'estomac, ou au visage uniquement lorsque cela est nécessaire. Le ministre de l'Intérieur a également déclaré lors de la réunion qu'aucun participant à l'action ne devait s'échapper indemne pour leur apprendre une leçon pour le futur",.

### Protestations du 25 novembre 2007
Le 25 novembre 2007, des milliers de manifestants organisent une manifestation pacifique de trois heures pour réclamer la réouverture des chaînes de télévision et de radio Imedi. La manifestation, organisée par une coalition de neuf partis d'opposition, se réunit dans une zone appelée le Rike à Tblisi et se déplace ensuite devant le Parlement.

## Réactions internationales
- États-Unis: Les États-Unis saluent la décision du gouvernement géorgien d'organiser des élections présidentielles anticipées, tout en exhortant à mettre fin à l'état d'urgence et à rétablir toutes les émissions médiatiques[47]. Le 13 novembre 2007, Matthew Bryza, sous-secrétaire d'État adjoint aux Affaires européennes et principal envoyé américain dans le Caucase, déclare aux journalistes qu'il serait très surpris s'il y avait eu une menace réelle de la part de la Russie de déstabiliser la Géorgie[48].

- Russie: Le ministère russe des Affaires étrangères rejette les accusations de Saakachvili concernant le soutien au rassemblement de l'opposition, les qualifiant de « provocations irresponsables » conçues par les autorités géorgiennes pour détourner l'attention des problèmes intérieurs et les rejeter sur un bouc émissaire étranger[49]. Il publie ensuite une déclaration critiquant sévèrement le gouvernement géorgien pour l'anarchie policière, les arrestations de dirigeants de l'opposition et de militants des droits de l'homme, l'interdiction des activités des médias indépendants et le passage à tabac de journalistes étrangers[50].

- Suède: Le ministre des Affaires étrangères, Carl Bildt, déclare que le 7 novembre était un "jour très sombre pour la Géorgie", mais salue la décision de tenir des élections présidentielles anticipées, ajoutant que toutes les parties devaient désormais "revenir sur la voie démocratique". "C'est aussi un moyen de s'attaquer à la propagande simpliste qui est actuellement lancée à l'étranger par le grand voisin du nord (la Russie)" /.../ "et d'assurer la stabilité à long terme du pays"[51]. Carl Bildt, qui rencontre le président Saakachvili à Tbilissi le 2 novembre, répète à plusieurs reprises que: "Soutenir et aider les jeunes démocraties (en Europe de l'Est) /.../ est quelque chose que nous (l'Europe) devons faire"[52].

- Nations unies: Louise Arbour, la Haut-Commissaire des Nations unies aux droits de l'homme, réprimande la Géorgie pour son "usage disproportionné de la force" contre les manifestants et déclare qu'elle devait défendre les droits fondamentaux même sous l'état d'urgence. Dans une déclaration, elle exprime également son soutien au défenseur public géorgien, ou ombudsman des droits de l'homme, et se déclare préoccupée par le silence des stations de télévision indépendantes dans l'ancienne république soviétique[53].

- OTAN: Le Secrétaire général Jaap de Hoop Scheffer, dans une déclaration du 8 novembre 2007, déclare que "l'imposition de la règle d'urgence et la fermeture des médias en Géorgie, un partenaire avec lequel l'Alliance a un dialogue intensifié, sont particulièrement préoccupantes et ne correspondent pas aux valeurs euro-atlantiques[54]".

- Union européenne: Le chef de la politique étrangère de l'UE, Javier Solana, appelle à la retenue des deux côtés, affirmant que "les différends politiques devraient être résolus au sein des institutions démocratiques"[55].

- Human Rights Watch: Le 20 décembre 2007, Human Rights Watch publie un rapport de 102 pages, intitulé "Crossing the Line: Georgia's Violent Dispersal of Manestors and Raid on Imedi Television", critiquant ce qu'elle considère comme un "usage excessif de la force" par le gouvernement contre les manifestants[56].

## Conséquences

### Recul de la crise
Le 8 novembre 2007, Saakachvili annonce qu'il prévoit des élections présidentielles anticipées pour le 5 janvier 2008. Il propose également de tenir un référendum simultané sur le moment de la tenue des élections parlementaires, au printemps, comme le préconisent les partis d'opposition, ou à la fin de 2008. Il appelle également au dialogue avec les partis d'opposition qui, a-t-il dit, n'ont pas coopéré avec les services de renseignement russes, et promet de mettre fin à l'état d'urgence quelques jours plus tard.
Les autorités géorgiennes accusent Patarkatsichvili, qui était parti pour Londres, d'avoir comploté un coup d'État. Il décède le 12 février 2008 à Londres.
Le 9 novembre 2007, le Parlement géorgien, en l'absence totale de législateurs de l'opposition, soutient le décret présidentiel imposant l'état d'urgence et des restrictions aux médias sur l'ensemble du territoire géorgien qui devait rester en vigueur jusqu'au 22 novembre.
Le 10 novembre 2007, les pourparlers sur le code électoral reprennent entre les partis au pouvoir et l'opposition.
L'état d'urgence dans tout le pays est levé à 19 heures, heure locale, le 16 novembre 2007, conformément au décret du parlement adopté deux jours plus tôt. Toutes les sources médiatiques reprennent leurs émissions à l'exception d'Imedi TV qui revient à l'antenne le 12 décembre,.

### Impact économique
Robert Christiansen, le chef de la mission du FMI en Géorgie, indique que la tourmente et l'incertitude pré-électorale ont entaché l'image de la Géorgie auprès des investisseurs, ajoutant qu'une reprise était possible. Il ajoute que "les récents développements politiques ajoutent une incertitude considérable au volume prévu des entrées pour le reste de cette année et 2008".
Selon le Premier ministre Lado Gurgenidze, pendant les turbulences de novembre, l'économie géorgienne a perdu près d'un demi-milliard de dollars d'investissements potentiels.